# Cold War Kids
Cold War Kids — американская инди-рок-группа, образованная в Лонг-Бич (США).

## История создания
Группа Cold War Kids образовалась в 2004 году в центре Фуллертона, когда участники начали собираться на регулярной основе в квартире одного из музыкантов группы — Джонни Рассела. За название была взята фраза «Cold War Kids» (с англ. — «Дети Холодной войны»), пришедшая на ум Мэтту Мосту во время его путешествия по Европе и посещения парка отдыха в Будапеште задолго до рождения группы.

## Музыкальный стиль
Среди исполнителей, оказавших наибольшее влияние на музыкантов Cold War Kids, Хезер Фэрз в статье на сайте AllMusic назвала Тома Уэйтса, Билли Холидея, Ника Кейва и группу U2.

## Состав
- Нэйтан Уиллетт (Nathan Willett) — вокал, фортепиано, гитара
- Мэтт Мост (Matt Maust) — бас
- Дэйвид Квон (David Quon) — гитара, бэк-вокал
- Мэттью Шварц (Matthew Schwartz) — клавишные, гитара, бэк-вокал, перкуссия
- Джо Пламмер (Joe Plummer) — ударные

Бывшие участники
- Джонни Рассел (Jonnie Russel) — гитара, бэк-вокал, клавишные, перкуссия
- Мэтт Авейро (Matt Aveiro) — ударные
- Дэнн Галлуччи (Dann Gallucci) — гитара, клавишные, перкуссия

## Дискография Cold War Kids
- Robbers & Cowards (Downtown, V2) — 2006
- Loyalty to Loyalty (Downtown, V2) — 2008
- Mine Is Yours (Downtown, V2) — 2011
- Dear Miss Lonelyhearts (Downtown, V2) — 2013
- Hold My Home (Downtown, V2) — 2014
- La Divine — 2017